# Tusten
Tusten – miasto w Stanach Zjednoczonych, w stanie Nowy Jork, w hrabstwie Sullivan.